# Giorgio Susana
Giorgio Susana (Vittorio Veneto, 27 luglio 1975) è un direttore di coro, pianista, compositore e arrangiatore italiano.

## Biografia
Dopo essersi diplomato in pianoforte, in musica corale e direzione di coro, in didattica della musica (biennio specialistico con relativa abilitazione all'insegnamento) ha svolto varie attività concertistiche che gli hanno consentito di esibirsi tanto in Italia quanto all'estero, in particolare in Argentina, Taiwan, Austria, Francia, Slovenia, Croazia, Germania e Giappone.
Ha tenuto concerti in prestigiose sale da concerto e istituzioni musicali di numerosi paesi del mondo.
Collabora abitualmente con formazioni musicali di vario tipo e gruppi cameristici come compositore, direttore di coro e orchestra e pianista.
Dal 2006 è direttore del coro Corocastel di Conegliano.
Dal 2011 al 2015 è stato direttore del coro della Cattedrale di Vittorio Veneto.
Nel 2012 ha fondato e diretto il coro giovanile SingOverSound e l'Orchestra giovanile OrcheStraForte. 
Come compositore, arrangiatore ed elaboratore musicale si è dedicato alla musica corale, da camera e sinfonica, componendo oratori, fiabe musicali e musiche di scena per lavori per il teatro, oltre che brani appartenenti a diversi generi musicali. La sua musica è pubblicata ed eseguita in Italia e in vari paesi del mondo.
È docente di Teoria dell'Armonia e Analisi presso il Conservatorio Giuseppe Tartini di Trieste, di Composizione presso l'Accademia per di Direttori di Coro dell'"Associazione cori Emilia Romagna".
È membro della Commissione Artistica di ASAC Veneto, del Comitato Artistico del Concorso corale nazionale di Vittorio Veneto e del Comitato Scientifico di ANDCI.

## Riconoscimenti
- Sacile 2001 – 1º premio come coautore Concorso Nazionale di Composizione “Musica Per la Scuola” con "Il bambino e l'Angelo"
- Barletta 2002 – 2º premio Concorso internazionale di Composizione “Città di Barletta” con "Pinerocchio"
- Udine 2006  1º premio assoluto al Concorso Nazionale di musica corale “Falivis” con il brano "Il giatut" (il gatto) nella sezione "composizione per coro di voci bianche"
- Vittorio Veneto 2007 – Segnalazione di merito al Concorso internazionale di composizione con "Il ballo del tentalora" per coro a 4 voci maschili
- Brentonico 2008 – 2º premio alla 9ª edizione del Concorso nazionale corale in qualità di direttore di coro.
- Torino 2010 – 1º premio assoluto alla 3ª edizione del Concorso internazionale di composizione corale con "Luci serene e chiare" per coro a 4 voci miste.
- Alessandria 2011 – Segnalazione di merito al 2º concorso di composizione per Cori Giovanili e Scolastici "Paola Rossi".
- Veneto - Friuli V.G. 2012 – 3º premio (1° e 2° non assegnati) al Concorso internazionale di Elaborazione e Composizione Corale A.s.a.c Veneto – U.s.c.i. F.V.G. con "Se..." per coro a 4 voci miste.
- Milano 2012 – 3º premio (1° non assegnato) al Concorso nazionale di Composizione Corale "L'Italia s'è desta" con "La voce della Patria" per coro a 4 voci miste.
- Vittorio Veneto 2012 – 1º premio alla 46ª edizione del Concorso Corale Nazionale di Vittorio Veneto in qualità di direttore di coro e supplementare premio speciale per direttore di coro dalle particolari doti interpretative.
- Venezia 2014 – 1º premio all'8º Festival della coralità veneta in qualità di direttore di coro, premio speciale come migliore interpretazione nella categoria di concorso e premio speciale come direttore di coro dalle particolari doti tecnico-interpretative.
- Tokyo 2017 – 2º premio (1° non assegnato) all'International Choir Composition Competition Japan (ICCC)
- Roma 2019 – 2º premio al concorso di composizione per Musical "Primo 2019"
- Bologna 2021 – 2º premio al concorso di composizione corale per cori di voci bianche "Corifesta 2021"
- Phoenix 2022 – 3º premio al concorso di composizione corale "New Works Rising" del Phoenix Boys Choir

## Composizioni
- 2000 "Lè rivà Gesù Banbin" - coautore con Giuliano Pavan per le musiche

(oratorio di Natale per voce recitante, soli, coro e orchestra)
- 2001 "Il bambino e l'Angelo" coautore con Giuliano Pavan per le musiche

(fiaba musicale)
- 2002 "Pinerocchio" coautore con Giuliano Pavan per le musiche

(fiaba musicale)
- 2004 "Via Crucis dei senzanome" coautore con Giuliano Pavan per le musiche

(oratorio per voce recitante, soli, coro e orchestra)
- 2005 "Francesco d'Assisi" coautore con Giuliano Pavan per le musiche

(oratorio per voce recitante, soli, coro e orchestra)
- 2005 "Con la notte nel cuore" coautore con Giuliano Pavan per le musiche

(musiche di scena per l'omonimo spettacolo teatrale)
- 2006 "Competition" (musical) coautore con Giuliano Pavan per le musiche

(prima rappresentazione Teatro Malibran Venezia)
- 2006 "La vera storia delle formichine dei denti" - musical per bambini

(prima rappresentazione Teatro dell'Arsenale Venezia)
- 2007 "Le amorix e il potere della colla" - musical per bambini

(prima rappresentazione Teatro dell'Arsenale Venezia)
- 2007 "Jeanne d'Arc" coautore con Giuliano Pavan per le musiche

(oratorio per voce recitante, soli, coro e orchestra)
- 2008 "Le amorix e i misteri di Fatesca" - musical per bambini

(prima rappresentazione Teatro Goldoni di Venezia)
- 2010 "Hanno ali per volare" - musical per soli, cori, orchestra e gruppo rock

(prima rappresentazione Auditorium Santa Giovanna d'Arco - Vittorio Veneto)
- 2011 "Bianca" - dramma musicale per soli, coro maschile e orchestra